# Штедњак
Штедњак, у народу познат као шпорет, кућни је апарат који припада стандардном инвентару кухиње, а користи се за термичко припремање хране. Иако се данас као гориво највише користе електрична енергија, бутан гас или земни гас, још увек постоје и пећи које се загревају на чврсто горива попут угља или дрвета. Њихова негативна страна је загађивање природне средине.
Због забринутости око загађења ваздуха, уложени су напори да се побољша дизајн пећи. Пећи на пелете су врста пећи за чисто сагоревање. Непропусне пећи су још један тип који потпуније сагорева дрво и стога смањује количину нуспроизвода сагоревања. Други метод смањења загађења ваздуха је додавањем уређаја за чишћење издувних гасова, на пример, филтера или накнадног сагоревања.
Истраживање и развој сигурнијих пећи са мање емисија штетних гасова континуирано се развијају.

## Опис
Савремен кухињски штедњак чине два пара рингли од којих се један загрева електричном енергијом, други гасом (пропан-бутан), и једна рерна. Могуће су и друге комбинације.
Реч шпорет потиче од немачке речи Sparherd састављене од sparen (штедети) и Herd (огњиште), значећи „штедљиво огњиште”. Домаћа реч штедњак потиче од превода немачке речи.
У зависности од тога којом се енергијом напаја или које гориво троши штедњаци могу бити електрични, плински, комбиновани или штедњак на чврста горива (дрва и угаљ). 
Штедњаци се масовније јављају на овим просторима после Другог светског рата. У Војводини се још увек може наћи и од цигала зидани штедњак чија је само горња плоча од туча.

## Историја

### Претходне верзије
Кување се вршило на отвореној ватри од пре скоро два милиона година. Неизвесно је како су ватре паљене у то време; неке хипотезе укључују уклањање запаљених грана од шумских пожара, стварање варница услед ударања у стене, или случајно паљење услед ломљења камених алатки. Током палеолитске ере, пре отприлике 200.000 до 40.000 година, изграђена су примитивна огњишта, са камењем распоређеним у облику круга. Људски домови су били усредсређени око ових огњишта за топлину и храну. Отворена ватра је била прилично ефикасна; већина пожара је у просеку ефикасна 30%, а топлота се дистрибуира позитивно, без губитка топлоте у тело пећи. Процењује се да три милиона људи и данас кува храну на отвореној ватри.
Грнчарија и друге посуде за кување касније су стављене на отворену ватру; на крају, постављање посуде на ослонац, као што је подлога од три камена, резултирало је у пећи. Пећ са три камена и даље се широко користи широм света. У неким областима се развио у ограђени простор од осушеног блата или цигле у облику слова „U” са отвором на предњој страни за гориво и ваздух, понекад са другим мањим отвором позади.

### Ране верзије
Најранија забележена пећ настала је у Алзасу у Француској 1490. године. У потпуности је направљена од цигле и плочица, укључујући и цев за дим. У слична времена, стари египатски, јеврејски и римски људи користили су пећи од камена и цигле, пуњене дрветом, да би правили хлеб и друге кулинарске намирнице. Ови дизајни се нису много разликовали од модерних пећи за пицу. Касније скандинавске пећи су имале дуги, шупљи гвоздени димњак са гвозденим преградама конструисаним да продуже пролаз излазних гасова и извуку максималну топлоту. Руске верзије се и данас често користе у северним нацијама, јер имају шест камених димних канала дебелих зидова. Овај дизајн се често поставља на пресеку унутрашњих преградних зидова, са комадом пећи и димњака унутар сваке од четири просторије; ватра се држи док се пећ и димни канали не загреју, након чега се ватра гаси и димни канали се затварају, чувајући топлоту. Током колонијалне Америке, пећи од цигле у облику кошнице коришћене су за печење колача и других пецива. Контролом температуре се помно управљало сагоревањем одговарајуће количине дрвета у пепео, а затим тестирањем уметањем шака унутра, додавањем додатног дрвета или отварањем врата да би се омогућило хлађење.

### Ливено гвожђе
Године 1642, у Лину, у Масачусетсу, изграђена је прва пећ од ливеног гвожђа. Ова пећ је била нешто више од кутије од ливеног гвожђа без решетки. Године 1735. француски дизајнер Франсоа Кувилије развио је пећ Кастрол, или „штедњак за чорбу“. То је била најранија забележена пећ на дрва. Бенџамин Френклин је 1740. године дизајнирао „Пенсилванијски камин“, који је уградио основне концепте пећи за грејање. Френклинова пећ је користила решетку за сагоревање дрвета и имала је клизна врата за контролу промаје или протока ваздуха кроз њу. Због своје компактне величине, пећ се може сместити у велики камин или користити самостојећа у средини просторије спајањем на димњак. Развијена у условима недостатка дрвета, захтевала је једну четвртину количине горива потребног за обичан камин и могла је брже да подигне температуру у просторији. Широм Северне Америке, Френклинова пећ је била широко прихваћена, загревајући сеоске куће, градске резиденције и пограничне колибе.
Године 1795, гроф Рамфорд је створио посебно популарну верзију, са једним извором ватре, али омогућавајући да се температура независно подешава за више лонаца одједном, све док се загрева простор. Њен главни недостатак је био што је била превелика за већину стамбених кухиња. Ајсак Ор из Филаделфије, Пенсилванија, направио је прве кружне пећи од ливеног гвожђа са решеткама за кување јела на њима отприлике пет година касније. Трбушаста пећ вуче своје порекло од раних 1800-их, инспирисана Френклиновом пећи развијеном двадесет година раније. Џордан А. Мот је 1833. године дизајнирао пећ за сагоревање антрацитног угља. Године 1834, Фило Стјуарт је направио пећ Оберлин, малу пећ од ливеног гвожђа на дрва. То је био компактни метални кухињски штедњак који је био далеко ефикаснији од кувања у камину због побољшаног капацитета грејања и дозвољеног рекордног трајања кувања. Био је то велики комерцијални успех јер се могао обликовати у жељене облике и форме и лако је преживео температурне флуктуације од топлог до хладног. Ове гвоздене пећи су еволуирале у специјализоване машине за кување са димњачким цевима, отворима за пећнице и системима за грејање воде.

### Електрични штедњак
Електричне пећи су постале популарне недуго након ширења кућне струје. Један рани модел креирао је Томас Ахерн, власник Канадске електричне компаније, чији је маркетинг укључивао демонстрациони оброк припремљен у потпуности на струју у Отавином хотелу Виндсор 1892. године.
Како је централно грејање постало стандард у развијеном свету, кување се трансформисало у примарну функцију штедњака у двадесетом веку. Гвоздене пећи за кување које су користиле дрва, ћумур или угаљ зраче много топлоте, због чега је кухиња током лета бивала неподношљива. У двадесетом веку су их замениле челичне пећи или пећи на природни гас или електричну енергију.

## Истраживање и развој
Потрага за сигурнијим, чистијим пећима за многе остаје важна, мада нископрофилна област модерне технологије. Пећи за кување које се уобичајено користе широм света, посебно у земљама трећег света, сматрају се опасним у погледу пожара и још горе: према подацима Светске здравствене организације, милион и по људи умре сваке године од удисања дима у затвореном простору изазваног неисправним пећима. Инжењерски „Стоув Камп“ се одржава годишње од 1999. године у Апровечо истраживачком центру (Орегон, САД) са намером да се дизајнира јефтина, ефикасна и здрава пећ за кување за употребу широм света. Друга инжењерска друштва (погледајте Енвирофит Интернашонал, Колорадо, САД) и филантропске групе (погледајте Фондацију Бил & Мелинда Гејтс, Калифорнија) настављају да истражују и промовишу побољшане дизајне штедњака. Фокус на истраживање и развој побољшаних пећи за грејање је у току и био је изложен на Декатлону штедњака на дрва 2013. у Вашингтону.